# Namtherjong állomás
Namtherjong (Namtaeryeong) állomás a szöuli metró 4-es vonalának állomása; Szöul Szocsho-ku (Seocho-gu) kerületében található.
A vidéki vasutak nagy része Dél-Koreában a japán uralom alatt épült, japán mintára, emiatt bal oldali közlekedésű. Az 1970-es évek óta épülő metró azonban jobb oldali, a vágányok pedig Namtherjong (Namtaeryeong) és Szonbaü (Seonbawi) állomás között váltanak át jobb oldali közlekedésről bal oldalira.

## Viszonylatok
| 4-es vonal                                 | 4-es vonal                | 4-es vonal                                     |
| ------------------------------------------ | ------------------------- | ---------------------------------------------- |
| Szadang (Sadang) Tanggoge (Danggogae) felé | személy- és expresszvonat | Szonbaü (Seonbawi) Anszan (Ansan) és Oido felé |